# Akamptogonus novarae
Akamptogonus novarae är en mångfotingart som först beskrevs av Jean-Henri Humbert och Henri Saussure 1869.  Akamptogonus novarae ingår i släktet Akamptogonus och familjen orangeridubbelfotingar. Inga underarter finns listade i Catalogue of Life.